# موهويات
الموهويات (الاسم العلمي: Mohoidae). فصيلة من طيور هاواي المُنقرضة. وهي طيور مغردة رحيقية التغذية من جنس موهو (ʻōʻō) وكيويا تُألف هذه الطيور المنقرضة الآن فصيلتها الخاصة، التي تمثل الانقراض الكامل الوحيد لفصيلة كاملة من الطيور في العصور الحديثة.

## معرض صور

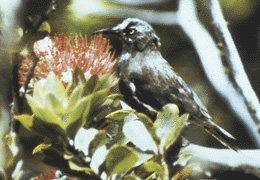
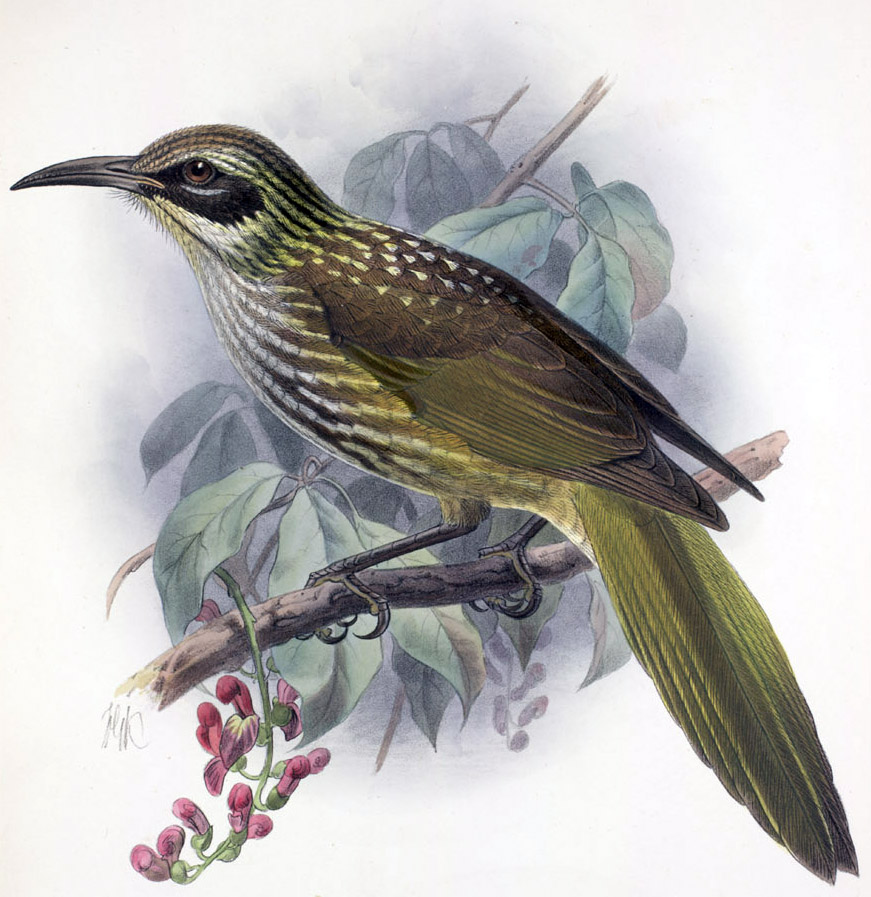
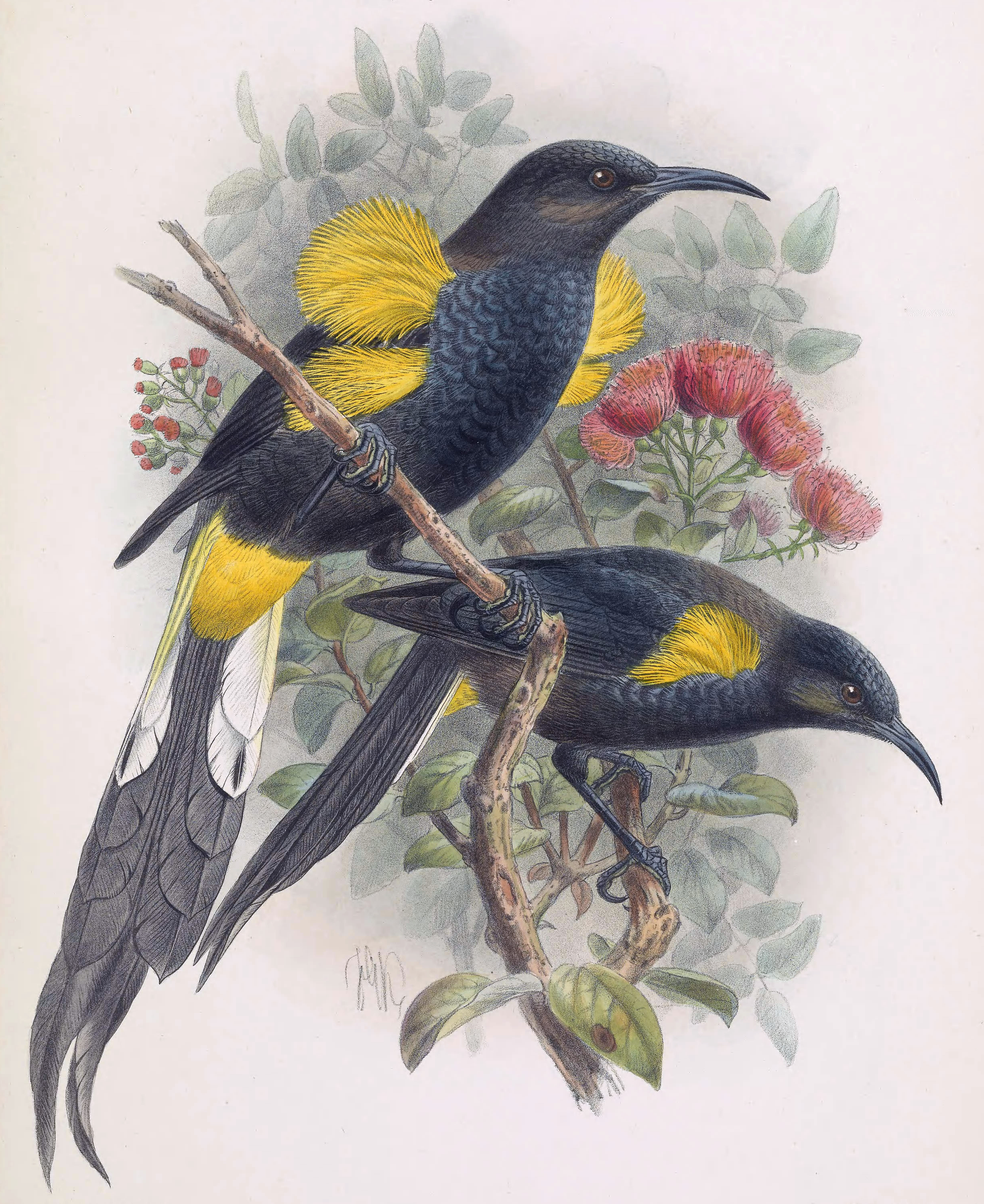
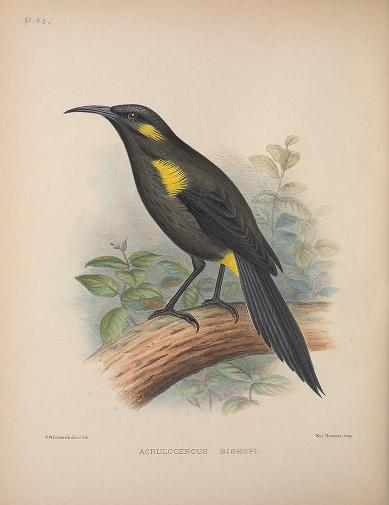
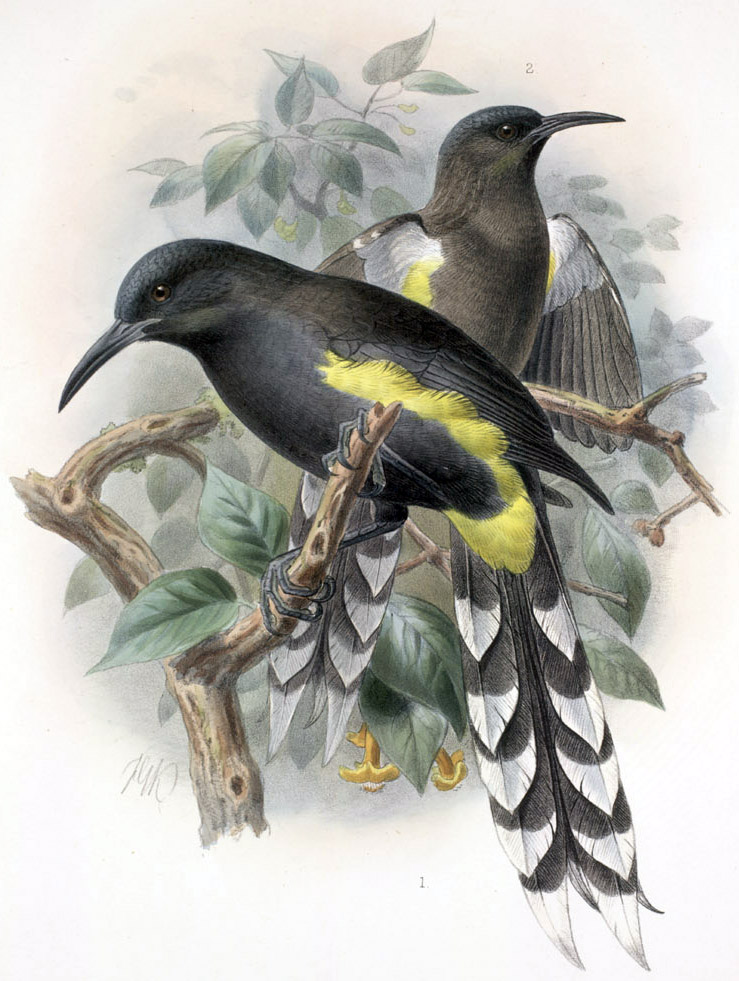